# Martin Flade
Martin Flade (* 1958 in Hamburg) ist ein deutscher Landschaftsplaner, Naturschützer und war von 2013 bis 2016 und ist seit 15. Oktober 2018 wieder Leiter des Biosphärenreservates Schorfheide-Chorin. Seit 1997 ist er Herausgeber der Fachzeitschrift Die Vogelwelt – Beiträge zur Vogelkunde.

## Leben
Von 1978 bis 1984 studierte Flade Landschaftsplanung an der TU Berlin. Im November 1993 promovierte er zum Thema Die Brutvogelgemeinschaften Mittel- und Norddeutschlands – Grundlagen für den Gebrauch vogelkundlicher Daten in der Landschaftsplanung.
Ab Oktober 1992 war Flade Sachgebietsleiter Artenschutz in Brandenburg. Martin Flade wurde im Mai 2013 Leiter des Biosphärenreservates. Nach Auseinandersetzungen über naturschutzfachliche Bewertungen und Konflikten mit Nutzern berief ihn die brandenburgische Landesregierung zum 1. Januar 2016 ab.
Der Naturschutzbund Deutschland (NABU) bedauerte die Ablösung Flades, da er wichtige Impulse für die Regionalentwicklung gegeben habe. Flade habe sich nie gescheut, Entwicklungen zulasten der Natur kritisch zu hinterfragen und notfalls auch persönlich Partei zu ergreifen. Der NABU forderte, dass trotz Flades Absetzung die Standards für die Modellregion Schorfheide-Chorin erhalten bleiben müssten.
Flade lebt seit 1996 in Brodowin, ist verheiratet und hat zwei Kinder.

## Arbeit in der Schorfheide
Flade setzte sich stark für naturschutzfachliche Anliegen als Referatsleiter für Großschutzgebiete im brandenburgischen Landesumweltamt ein.
2004 kam es zu einer nicht genehmigten und widerrechtlichen Fällung von 572 uralten märkischen Eichen im Naturschutzgebiet „Redernswalde“ im Biosphärenreservat Schorfheide-Chorin. Das Unternehmerehepaar Elisabeth und Hugo Fiege (Fiege-Gruppe) ließ durch seine private Naturschutzstiftung Schorfheide-Chorin im dortigen Naturschutzgebiet Redernswalder Forst die 572 Eichen fällen. Alle standen in einem Gebiet, das als geplantes Totalreservat sichergestellt war, mit einer Veränderungssperre, die Eingriffe untersagte. Das Gebiet hatte die private, aber gemeinnützige Stiftung allein für diese Zwecke kostenlos über das Land Brandenburg erhalten. In einer dienstlichen Stellungnahme brandmarkte Flade die Abholzung als „naturschutzfachlich unbegründet und schädlich“. In einem Vermerk zum internen Gebrauch schrieb er, dass die „einzig sinnvolle Begründung“ der Holzeinschläge darin liegen könnte, „einen kurzfristigen finanziellen Erlös“ für die Stiftung zu erzielen. Als im Jahr 2005 der spektakuläre Kahlschlag in den Medien aufgearbeitet wurde, war dies auch die Position seiner Vorgesetzten, bis zum brandenburgischen Umweltminister Dietmar Woidke (SPD).
Der Stiftungschef-Unternehmer Hugo Fiege beschwerte sich bei Ministerpräsident Matthias Platzeck und seine Anwälte schrieben an Umweltminister Dietmar Woidke, drängten auf Einstellung der Bußgeldverfahren. Am 12. August 2005 wurde der Fall für erledigt erklärt. In einer gemeinsamen Presseerklärung von Landesregierung und Stiftung zur „Fällung einzelner Eichen“ hieß es: Eine „abschließende Prüfung der Sach- und Rechtslage“ habe ergeben, dass die Stiftung nicht gegen rechtliche Bestimmungen verstoßen habe. „Demzufolge wurden strafrechtliche und ordnungsrechtliche Ermittlungsverfahren … eingestellt.“ Nachdem Flade in dem Fall hartnäckig geblieben war, wurde er von seinem Posten abberufen. Flade klagten dagegen arbeitsrechtlich und gewann.
Flade musste Auseinandersetzungen zwischen Waldeigentümern, Bauern und Unternehmern mit den Forderungen des Naturschutzes zu einem Konsens führen.
Im Dezember 2015 erklärte das brandenburgische Umweltministerium, dass es Martin Flade von seinem Posten als Leiter des Biosphärenreservates abberufen werde. Den Anstoß gab nun angeblich ein Brief des Kuratoriums mit einer langen Liste von Vorwürfen gegen die Reservatsleitung. Es wirft der Verwaltung vor allem vor, angeblich nicht ausgewogen alle Interessen berücksichtigt zu haben und Flade, dass er zu strikt Position für den Naturschutz bezogen habe.
Auslöser des Kuratoriums-Brandbriefes war ein Streit um die Firma Hemme-Milch in Schmargendorf bei Angermünde. Der Direktvermarkter von Frischmilch und regionalen Produkten will seinen Standort erweitern, befindet sich aber im Biosphärenreservat. Die Reservatleitung wollte angeblich nicht um eine mögliche Flächenumnutzung verhandeln. Besonders angekreidet wurde Martin Flade in diesem Zusammenhang ein ablehnender Leserbrief, den er als Privatperson zu der betreffenden Sache schrieb.
Das Kuratorium des Biosphärenreservates kritisiert die „einseitige Ausrichtung“ auf die ökologische Landwirtschaft. Private Waldbesitzer und Bauern aus den Landkreisen Uckermark und Barnim machten ebenfalls Stimmung gegen Flade. Ihnen missfallen die 2015 vorgestellten Managementpläne. Das Handeln der Reservatsverwaltung werde oft als „realitätsfern, unnachgiebig und schulmeisternd empfunden“, heißt es in dem Schreiben an den Chef des Landesumweltamtes.
Gegen den Wechsel wendet u. a. der Verein der Freunde des Deutsch-Polnischen Europa-Nationalparks Unteres Odertal. Der Umgang mit Flade sei eine „weitere Bankrotterklärung des staatlichen Naturschutzes in Brandenburg“.
Ulrike Garbe wurde neue Leiterin des Biosphärenreservats Schorfheide-Chorin. Sie leitet bis dahin das EU-Schreiadler-Projekt rund um Angermünde. Am 15. Oktober 2018 wurde Ulrike Garbe aufgrund der Beschlüsse der Gerichte durch Martin Flade wieder abgelöst.

## Weiteres Engagement
Flade ist Vorsitzender einer internationalen Arbeitsgruppe zum Schutz des global bedrohten Seggenrohrsängers (Acrocephalus paludicola) unter dem Dach von BirdLife International und im Vorstand des „Ökodorf Brodowin e. V.“ aktiv.

## Ehrungen
- Hans-Löhrl-Preis der Deutschen Ornithologen-Gesellschaft, 2013
- Werner-Sunkel-Preis der Deutschen Ornithologen-Gesellschaft (für das Gesamtwerk, 2002)
- Lennart-Bernadotte-Preis für Landespflege (für die Dissertation, 1995)

## Publikationen

### Bücher
- Susanne Winter, Heike Begehold, Mathias Herrmann, Matthias Lüderitz, Georg Möller, Michael Rzanny, Martin Flade: Praxishandbuch – Naturschutz im Buchenwald. Ministerium für Ländliche Entwicklung, Umwelt und Landwirtschaft Brandenburg, Potsdam 2015, ISBN 978-3-00-051827-0.
- Martin Flade (Hrsg.): Naturschutz in der Agrarlandschaft. Ergebnisse des Schorfheide-Chorin-Projekts. Herausgegeben im Auftrag der Landesanstalt für Großschutzgebiete des Landes Brandenburg. Quelle und Meyer, Wiebelsheim 2003, ISBN 3-494-01307-1.
- M. Flade, H. Plachter, R. Schmidt, A. Werner (Hrsg.): Nature Conservation in Agricultural Ecosystems. Results of the Schorfheide-Chorin Research Project. Quelle & Meyer, Wiebelsheim 2006, ISBN 3-494-01306-3.
- M. Lütkepohl, M. Flade (Hrsg.): Das Naturschutzgebiet Stechlin. Natur & Text, Rangsdorf 2004, ISBN 3-9807627-8-5.
- Martin Flade: Die Brutvogelgemeinschaften Mittel- und Norddeutschlands. Grundlagen für den Gebrauch vogelkundlicher Daten in der Landschaftsplanung. IHW-Verlag, Eching 1994, ISBN 3-930167-00-X.
- Eckhard Garve, Martin Flade: Die Vögel der Südheide und der Aller-Niederung. Celle 1983, DNB 830718117.
- M. Flade, J. Jebram: Die Vögel des Wolfsburger Raumes im Spannungsfeld zwischen Industriestadt und Natur. NABU-Kreisgruppe Wolfsburg, Wolfsburg 1995, ISBN 3-00-000113-1.
- A. J. Helbig, M. Flade (Hrsg.): Bird Numbers 1998 – “Where Monitoring and Ecological Research meet”. Proceedings of the 14th International Conference of the European Bird Census Council (EBCC) in Cottbus, Brandenburg, Germany, 23 - 31 March 1998. In: Die Vogelwelt. Band 120, 1999, Supplement, S. 1–402.
- T. M. Keller, D. N. Carss, A. J. Helbig, M. Flade (Hrsg.): Cormorants: Ecology and Management. Proceedings of the 5th International Conference on Cormorants. In: Vogelwelt. Band 124, 2003, Supplement, S. 1–402.
- K. Gedeon, C. Grüneberg, A. Mitschke, C. Sudfeldt, W. Eikhorst, S. Fischer, M. Flade, S. Frick, I. Geiersberger, B. Koop,M. Kramer, T. Krüger, N. Roth, T. Ryslavy, S. Stübing, S. R. Sudmann, R. Steffens, F. Vökler, K. Witt: Atlas Deutscher Brutvogelarten. Atlas of German Breeding Birds. Stiftung Vogelmonitoring Deutschland und Dachverband Deutscher Avifaunisten, Münster 2015, ISBN 978-3-9815543-3-5.

### Artikel
- Hermann Hötker, Volker Dierschke, Martin Flade und Christoph Leuschner (2014): Diversitätsverluste in der Brutvogelwelt des Acker- und Grünlands Natur & Landschaft 9/10-2014